# Clovia ankazobeana
Clovia ankazobeana är en insektsart som beskrevs av Victor Lallemand och Synave 1952. Clovia ankazobeana ingår i släktet Clovia och familjen spottstritar. Inga underarter finns listade i Catalogue of Life.